# Heraion på Samos
Heraion på Samos är ett tempel helgat åt den grekiska gudinnan Hera, ett så kallat heraion, på ön Samos i regionen Nordegeiska öarna i Grekland.  Det bestod i själva verket av fyra olika tempel, som uppfördes under olika tidsperioder. 

## Historia
Det första templet uppfördes under 800-talet f.Kr. och var det första grekiska templet med kolonner runt hela templet. 
Det ersattes under 700-talet f.Kr. av ett nytt tempel som var först med att ha dubbla rader av kolonner på templets framsida. 570 f.Kr. påbörjades bygget av ett ännu större tempel av arkitekterna Rhoikos och hans son Theodoros. Detta tempel mätte 45 gånger 80 meter och hade minst 100 kolonner. 
Detta tempel förstördes 540 f.Kr. av en persisk räd. Planer fanns för uppförande av ett ännu större tempel, men det blev aldrig färdigställt.  Byggandet av det tredje Heraion fortsatte under hela antiken.  Pausanias besökte helgedomen på 100-talet och beskrev templet som öppet för himlen och utan tak, men full av ståtliga statyer. 
Ett fjärde tempel uppfördes på platsen någon gång under romarrikets tid. Det var ett litet tempel som skulle inhysa kultstatyn fram till att det stora templet blev färdigt. Under förföljelserna mot hedningar i romarriket på 400-talet stängdes och revs det lilla templet och ersattes av en kyrka. Det stora templet användes sedan som stenbrott. 
Templet blev tillsammans med närliggande Pythagoreion världsarv 1992.

### Webbkällor
- UNESCO: Nominering av Pithagorio och Heraion som världsarv